# Hongeo
Hongeo is een geslacht uit de familie Rajidae, orde Rajiformes.

## Soortenlijst
- Hongeo koreana (Jeong & Nakabo, 1997)